# 韋蘭 (紐約州)
韋蘭（英語：Wayland）是一個位於美國紐約州斯托本縣的鎮。

## 人口
根據2020年美國人口普查的數據，韋蘭的面積為102.40平方千米，當中陸地面積為101.10平方千米，而水域面積為1.30平方千米。當地共有人口3733人，而人口密度為每平方千米36人。